# مرسدس استرمیتز
‌
مرسدس استرمیتز (انگلیسی: Mercedes Stermitz؛ زادهٔ ۲۴ آوریل ۱۹۵۸) راننده مسابقه‌ای، و راننده خودروی مسابقه‌ای اهل اتریش است.
پس از یک تصادف شدید رانندگی در سال ۱۹۹۳، استرمیتز مجبور شد به حرفه موتوراسپرت خود پایان دهد.  او متاهل است و یک دختر و یک پسر دارد.